# Deutmecke (Finnentrop)
Deutmecke ist ein Ortsteil von Finnentrop im mittleren Frettertal mit rund 300 Einwohnern.

## Geschichte
Deutmecke gehört zum Kirchspiel Schönholthausen. Frühe Anhaltspunkte über die Größe von Deutmecke ergeben sich aus einem Schatzungsregister (diente der Erhebung von Steuern) von 1543. Demnach gab es zu dieser Zeit in „Dietmeck“ (damalige Ortsbezeichnung) acht Schatzpflichtige. Die Anzahl der Schatzpflichtigen dürfte in etwa mit den vorhandenen Familien bzw. Häusern übereingestimmt haben. Die größte Steuerbelastung entfiel mit einem Goldgulden auf Henrich zu Dietmick. Auch die Ableitung dieses Namens aus der früheren Ortsbezeichnung lässt vermuten, dass es sich um eine wohlhabende und bedeutende Persönlichkeit gehandelt haben muss.

## Kapelle

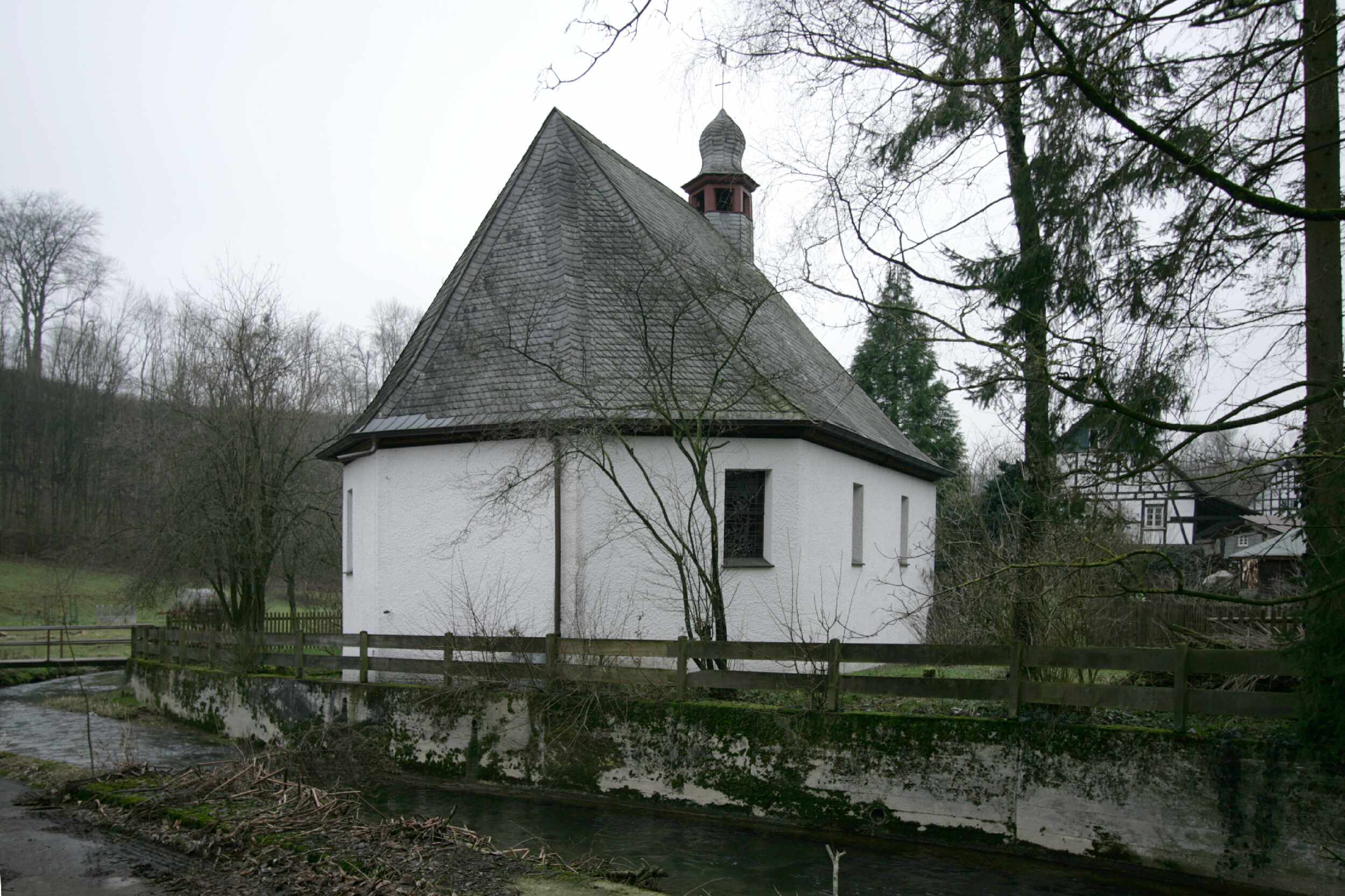
Kapelle in Deutmecke

Die Kapelle befindet sich im Tal des Fretterbaches in der Ortsmitte unterhalb der heutigen Landstraße L737/L880. Als Kapellenpatronin führt sie die Hl. Agatha. Sie wurde um 1700 errichtet als eine einschiffige Kapelle mit 3/8 Schluss, Dachreiter und Holzdecke. Der Eingang befindet sich an der Westseite.